# Route 22 (Île-du-Prince-Édouard)
La Route 22 est une route secondaire de 28,6 km (17,8 mi) de l'est de l'Île-du-Prince-Édouard. Son terminus sud est à l'intersection avec la route 210 et la route 320 à Montague et son terminus nord est à l'intersection avec la route 2 à Mount Stewart.

## Intersections majeures
| Comté                   | Ville         | km    | Destinations                                            | Notes                                      |
| ----------------------- | ------------- | ----- | ------------------------------------------------------- | ------------------------------------------ |
| Kings                   | Montague      | 0,00  | Route 210 (Queens Road) / Route 320 sud (Sparrows Road) | Carrefour giratoire                        |
| Kings                   | New Perth     | 5,40  | Route 3 est – Cardigan                                  | Terminus sud du multiplex avec la Route 3  |
| Kings                   | New Perth     | 5,50  | Route 3 ouest – Charlottetown                           | Terminus nord du multiplex avec la Route 3 |
| Kings                   | 48 Road       | 10,60 | Route 5 – Cardigan, Charlottetown                       | Carrefour giratoire                        |
| Kings                   | Peakes        | 15,50 | Route 323 (Stanhope Road / Gays Road)                   |                                            |
| Kings                   | Peakes        | 17,10 | Route 320 sud (Brothers Road / Peakes Road)             | Multiplex de 30 m (98 pi)                  |
| Queens                  | Maple Hill    | 24,40 | Route 21 – Stratford                                    |                                            |
| Queens                  | Mount Stewart | 27,40 | Route 351 est (S Main Street)                           | Terminus ouest de la Route 351             |
| Queens                  | Mount Stewart | 28,40 | Route 2 – Charlottetown, Souris                         |                                            |
| - Terminus de multiplex |               |       |                                                         |                                            |